# Даниела Кастро
Даниела Кастро (на испански: Daniela Castro) е мексиканска актриса.

## Биография
Даниела Кастро е родена на 17 август 1969 г. в Мексико. Дъщеря е на певеца и композитор Хавиер Кастро, братовчедка на актрисата и певица Ромина Кастро. Учи в Центъра по артистично обучение към Телевиса. Нова зора от 1988 г. е първата теленовела, в която участва.
През 1999 г. Даниела се омъжва за Густаво Диас Ордас, внук на бившия президент на Мексико Густаво Диас Ордас. Майка е на две дъщери и един син.

## Творчество

### Теленовели
- В плен на любовта (2025) – Исабел Фуентес-Мансия
- Признавам се за виновна (2017 – 2018) – Роберта де Урсуа
- Това, което животът ми открадна (2013 – 2014) – Грасиела Хиасинти де Мендоса
- Семейство с късмет (2011 – 2012) – Хосефина Артеага де Ирабиен
- Моят грях (2009) – Росарио Педраса де Кордоба
- Изпепеляваща страст (2007-2008) – Мария Лисабета де Саламанка
- Деветата заповед (2001) – Исабел Дуран / Ана Хименес
- Разногласие (1997-1998) – Виктория Сан Роман Хименес
- Плантация на страсти (1996) – Хулия Сантос Фаберман
- Триъгълник (1992) – Сара Гранадос Рохас
- Окови от огорчение (1991) – Сесилия Вискайно Роблес
- Дни без луна (1990) – Лорена Парланхе
- Балада за една любов (1989/90) – Симона Португал
- Моята втора майка (1989) – Моника Мендес
- Нова зора (1988) – Патрисия Ортис

### Сериали
- Mujeres asesinas (2009) – Роса Домингес
- Mujer, casos de la vida real (2007)
- Cachún cachún ra ra! (1984-1987) – Деби

### Кино
- Sueño y realidad (1993)
- Infamia (1990)
- Viaje directo al Infierno (1989)
- La leyenda del Santo (1993)

### Театър
- Mujeres Juntas ni difuntas (2008)
- Jesucristo Superstar (1996)

### Дискография
- Junto a ti (1997)

## Награди и номенации
Награди TVyNovelas
| Година | Категория                            | Теленовела                      | Резултат   |
| ------ | ------------------------------------ | ------------------------------- | ---------- |
| 2018   | Най-добра актриса в отрицателна роля | Признавам се за виновна         | Печели     |
| 2015   | Най-добра актриса в отрицателна роля | Това, което животът ми открадна | Печели     |
| 2010   | Най-добра първа актриса              | Моят грях                       | Номинирана |
| 2008   | Най-добра актриса в отрицателна роля | Изпепеляваща страст             | Номинирана |
| 1997   | Най-добра актриса в главна роля      | Плантация на страсти            | Печели     |
| 1992   | Най-добра млада актриса              | Окови от огорчение              | Печели     |
| 1991   | Най-добра млада актриса              | Дни без луна                    | Номинирана |
| 1990   | Най-добра млада актриса              | Моята втора майка               | Номинирана |
| 1989   | Най-добър дебют на актриса           | Нова зора                       | Печели     |

Награди Bravo
| Година | Категория                            | Сериал/Теленовела            | Резултат |
| ------ | ------------------------------------ | ---------------------------- | -------- |
| 2010   | Най-добра актриса в отрицателна роля | Моят грях                    | Печели   |
| 2007   | Най-добро женско участие             | Mujer, casos de la vida real | Печели   |

Награди ACE (Аржентина)
| Година | Категория                | Теленовела | Резултат |
| ------ | ------------------------ | ---------- | -------- |
| 2011   | Най-добро женско участие | Моят грях  | Печели   |

Награди „People en Español“
| Година | Категория                            | Теленовела | Резултат |
| ------ | ------------------------------------ | ---------- | -------- |
| 2010   | Най-добра актриса в отрицателна роля | Моят грях  | Печели   |